# Корольовський район
Корольо́вський райо́н — адміністративний район міста Житомир, утворений 22 грудня 1973 р. Площа району — 31 км², населення — близько 114 тисяч чол.
Територія району охоплює центральну та східну частину міста і обмежена зі сходу та півдня міською межею, із заходу вул. Леха Качинського і річкою Кам'янкою, з півночі — вулицею Київською і залізницею на Коростень та Коростишів. На південно-східній частині району тече мала річка Мала Путятинка, ліва притока річки Тетерева.
П'ять вулиць (Івана Мазепи, Небесної Сотні, Східна, Хлібна та Князів Острозьких) починаються у Корольовському і закінчуються у Богунському районі. Дві вулиці (Київська та Леха Качинського) та один майдан (Соборний) знаходяться водночас у двох районах (частково чи повністю), оскільки межа між районами проходить вздовж їх осьової лінії.

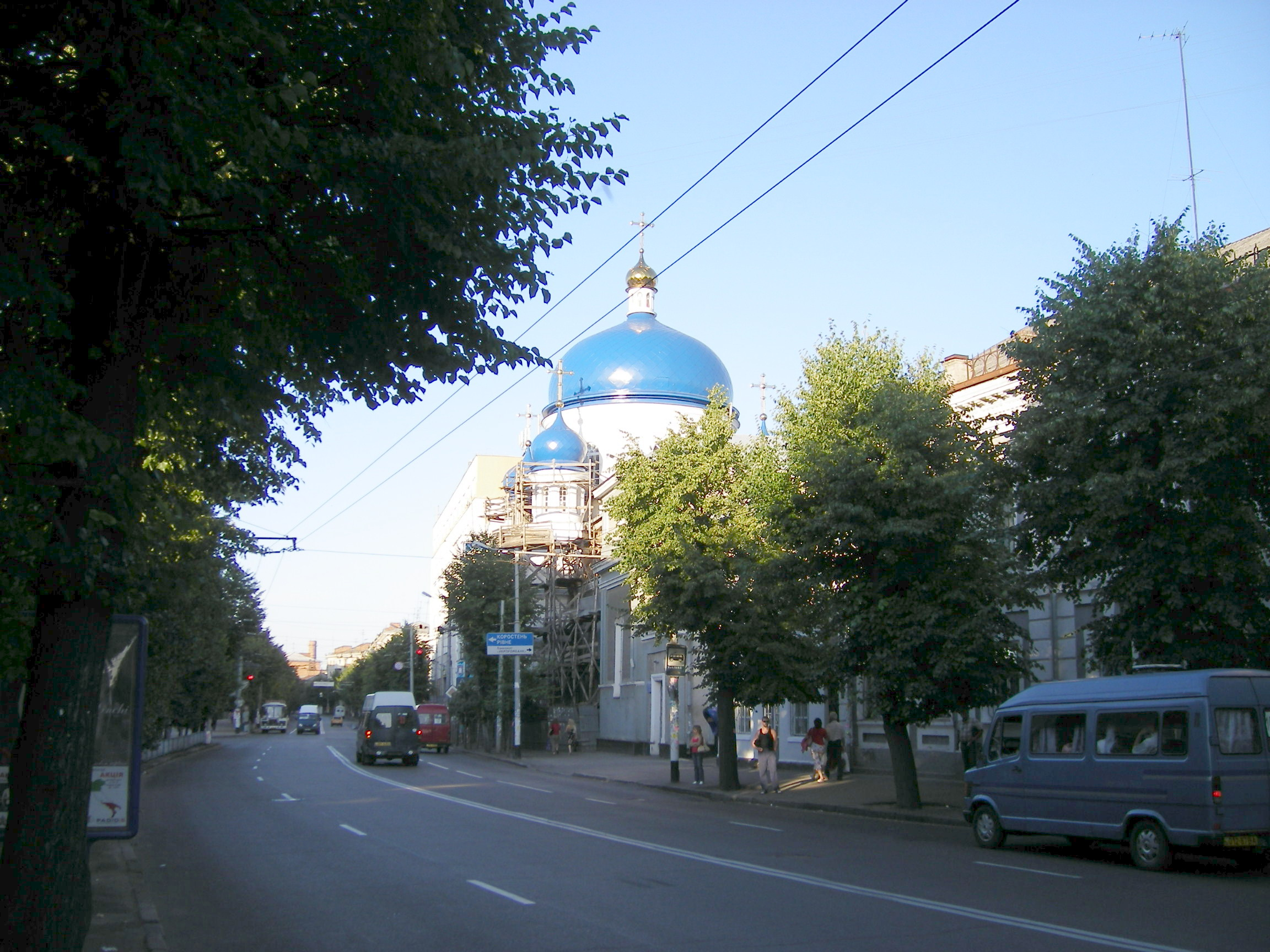
вул. Київська, що є межею Корольовського району. Михайлівська церква

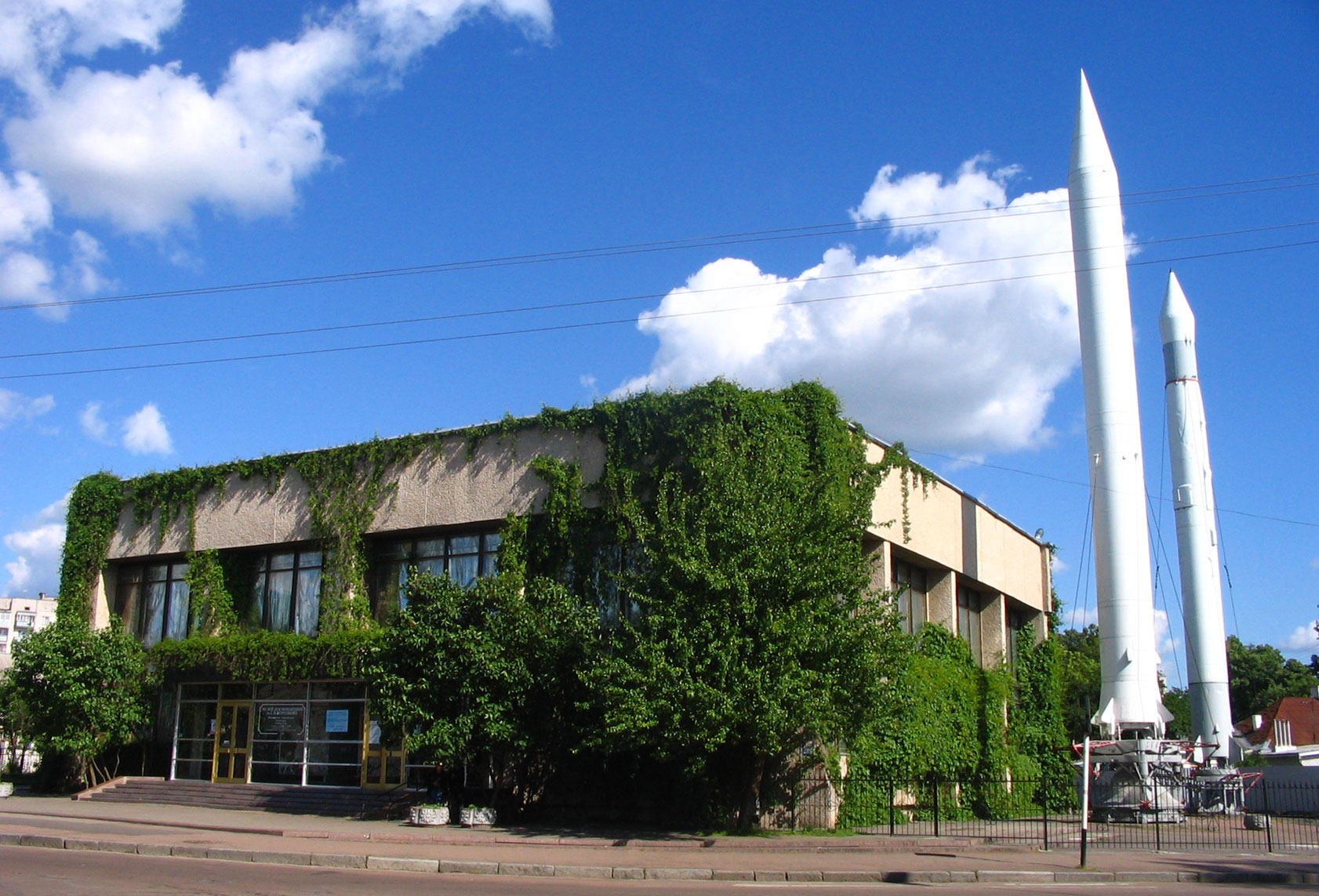
Музей космонавтики імені Сергія Павловича Корольова

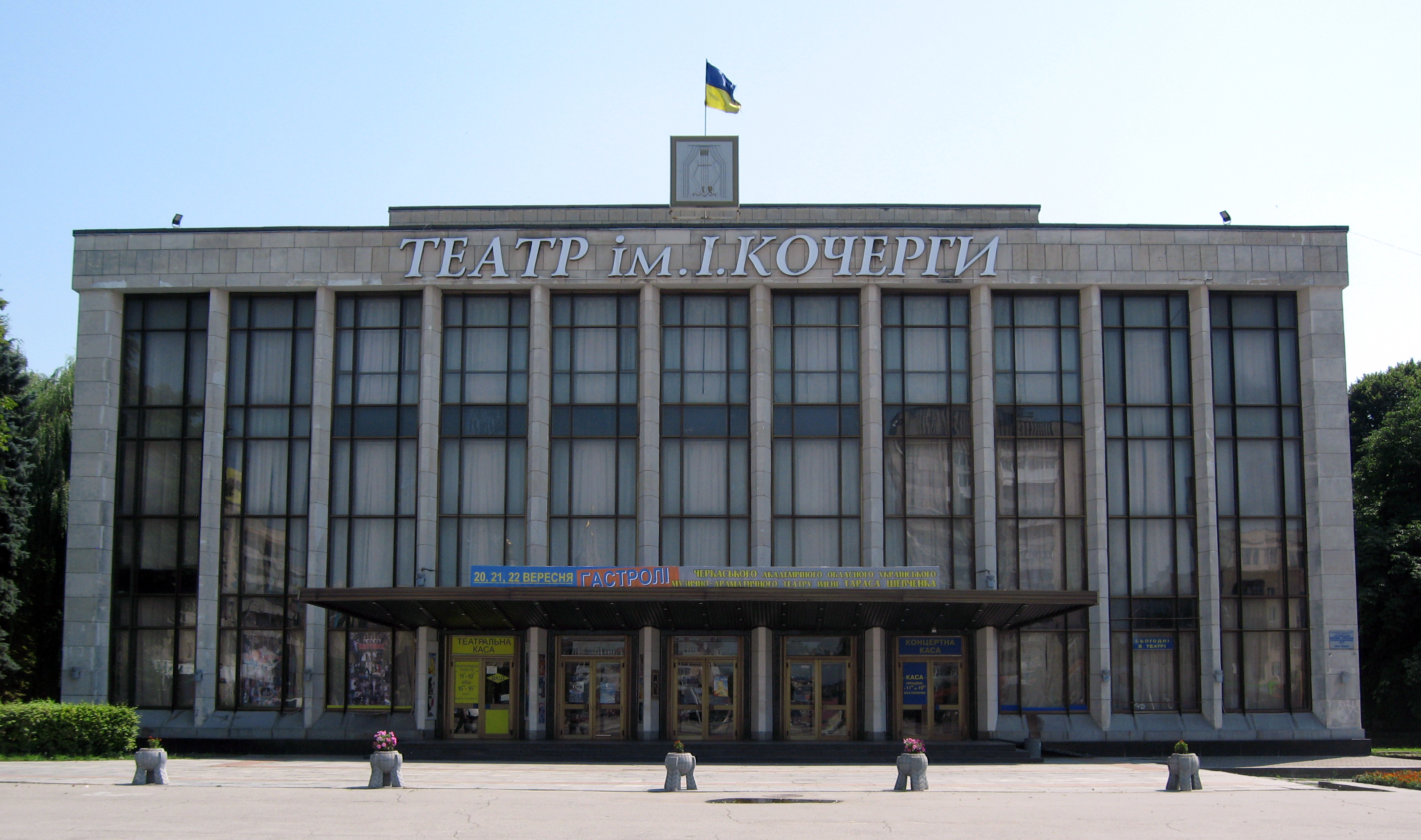
Театр імені Івана Кочерги

Головні об'єкти району: майдани Корольова, Згоди, Привокзальний, площа Польова; Старий бульвар, вулиці Велика Бердичівська, Івана Гонти, Промислова, Вокзальна, Вітрука, Корольова, Пушкінська, 1 Травня, Сергія Параджанова.

## Визначні місця
- Свято-Михайлівський кафедральний собор
- Музей космонавтики імені Сергія Павловича Корольова
- Дім Максиміліана де Шодуара;
- Дім де народився Ярослав Домбровський;
- Дім де народився Олексій Щасний;
- Дім де жив Юзеф Крашевський;
- Парк ім. Юрія Гагаріна

## Підприємства
- Фабрика музичних інструментів
- Овчино-кожушаний завод
- Тарний комбінат
- Повстяно-валяльна фабрика
- ПАТ «Житомирський маслозавод»
- Лікеро-горілчаний завод
- ЗАТ «Житомирський м'ясокомбінат»
- ТОВ «КОХ»
- ДП «Євроголд»
- ВАТ «Житомирський завод огороджувальних конструкцій»
- ПрАТ «Біо мед скло»
- ВАТ «Верстатуніверсалмаш»
- ВАТ «Промавтоматика»
- ВАТ «Вібросепаратор»

## Освітні заклади
- Житомирська обласна універсальна наукова бібліотека імені Олега Ольжича
- Житомирська обласна бібліотека для дітей
- Центральна міська бібліотека імені В. С. Земляка

### Вищі навчальні заклади III—IV рівня акредитації
- Поліський національний університет
- Житомирський державний університет імені Івана Франка
- Відкритий міжнародний університет розвитку людини «Україна», Житомирська філія
- Житомирський інститут міжрегіональної академії управління персоналом (відокремлений структурний підрозділ)
- Житомирська філія державної академії статистики, обліку та аудиту Держкомстату України
- Житомирський навчально-консультативний центр Харківської Академії міського господарства
- Інститут підприємництва та сучасних технологій
- Київський Інститут Бізнесу та Технологій, Житомирська філія
- Українська академія бізнесу та підприємництва, Житомирський інститут менеджменту та підприємництва
- Університет сучасних знань, Житомирська філія

### Вищі навчальні заклади II рівня акредитації
- Автомобільно-дорожній коледж
- Базовий медичний коледж
- Житомирське музичне училище
- Житомирське училище культури і мистецтв
- Кооперативний коледж бізнесу і права
- Фармацевтичний коледж